# Лебедев, Борис Алексеевич
Борис Алексеевич Лебедев (1925,  деревня Середнево, Галичский уезд, Костромская губерния, РСФСР, СССР (ныне в Берёзовском сельском поселении, Галичского района, Костромской области, Россия) — 26.9.1944, мыза Яунспилс, Елгавский уезд, Латвийская ССР, СССР (ныне Латвия)) — участник Великой Отечественной войны, командир стрелкового взвода 7-й стрелковой роты 14-го гвардейского стрелкового полка (7-я гвардейская стрелковая дивизия, 10-я гвардейская армия, 2-й Прибалтийский фронт), гвардии младший лейтенант. Закрыл своим телом амбразуру пулемёта. Герой Советского Союза (1944 — посмертно)

## Биография
Родился в 1925 году в крестьянской семье, окончил семь классов школы, после чего занимался крестьянским трудом. Был призван в РККА в январе 1943 года, до августа 1943 года учился в военном училище, с августа 1943 года принимал участие в боях. Был дважды ранен: 28 августа 1943 и 7 января 1944 года.
В ходе Рижской наступательной операции 7-я гвардейская стрелковая дивизия наступала, продвигаясь к Западной Двине юго-восточнее Риги. Взвод гвардии младшего лейтенанта Лебедева получил задачу взять высоту, которая прикрывала подступы к мысу Яунспилс. С высоты вели огонь несколько пулемётов, прижимая советскую пехоту к земле. Командир взвода вместе с несколькими солдатами, используя местность, подобрался к пулемётам и забросал их гранатами. В это время открыл огонь уцелевший пулемёт. Командир взвода с двумя солдатами подобрался к нему, и не имея боеприпасов, бросился на пулемёт. Будучи поражённым несколькими пулями, гвардии младший лейтенант Лебедев, упал на пулемёт, прижав его к земле своим телом. Во время паузы, солдаты, сопровождавшие командира взвода, успели ворваться в траншею и уничтожить пулемётный расчёт. Вслед за ними, в траншею ворвался оставшийся взвод, овладел высотой и затем в течение дня советские подразделения сумели продвинуться на расстояние до 10 километров, с ходу форсировать реку Мергупе и захватить там плацдарм.
Был похоронен в восьмистах метрах восточнее деревни Пампаре, позднее перезахоронен на Заубском военном кладбище Цесисского района, где установлен памятник.
Указом Президиума Верховного Совета СССР от 24 марта 1945 года за образцовое выполнение боевых заданий командования на фронте борьбы с немецко-фашистским захватчиками и проявленные при этом мужество и героизм гвардии младшему лейтенанту Лебедеву Борису Алексеевичу присвоено звание Героя Советского Союза (посмертно).

## Память
- Именем героя названа улица в Галиче и Берёзовская средняя школа.
- Мемориальная доска в память о Лебедеве установлена Российским военно-историческим обществом на здании Берёзовской средней школы Галичского района, где он учился.